# Список призёров зимних Олимпийских игр 1928
Ниже представлен список всех призёров зимних Олимпийских игр 1928 года, проходивших в швейцарском Санкт-Морице с 11 по 18 февраля 1928 года. Всего в соревнованиях приняли участие 464 спортсмена из 25 национальных олимпийских комитетов (НОК). Было разыграно 14 комплектов наград в 8 видах спорта. Спортсмены впервые соревновались в скелетоне, но в отличие от предыдущих Олимпийских игр не проводились соревнования по кёрлингу, а соревнования военных патрулей были представлены только в качестве демонстрационного вида спорта. В Играх принимали участие как мужчины, так и женщины, хотя женщины соревновались только в одиночном и парном фигурном катании.
Завоевали медали восемьдесят три спортсмена, однако норвежцы намного превзошли своих конкурентов в медальном зачёте, выиграв пятнадцать медалей и значительно оторвавшись от американских спортсменов, завоевавших шесть медалей. Что касается других НОКов, то только Швеция, Финляндия и Австрия имели ещё призёров в более чем одной дисциплине. Двенадцать из 25 участвующих НОКов обеспечили себе хотя бы одну медаль, а среди них шесть НОКов выиграли как минимум одну золотую медаль.
Соня Хени из Норвегии в возрасте 15 лет завоевала золотую медаль на соревнованиях в женском одиночном фигурном катании на своей первой из трёх зимних Олимпиад подряд, где ей удалось победить. Шведский фигурист Гиллис Графстрём, участвуя в соревнованиях с травмированным коленом, выиграл золото в мужском одиночном фигурном катании. В лыжной гонке на 50 км шведские спортсмены взяли все три медали. Пер-Эрик Хедлунд выиграл гонку, которая проходила в необычных погодных условиях (температура поднялась от 0 до 25 ° C). Норвежский конькобежец Бернт Эвенсен стал лидером по количеству завоёванных медалей, выиграв одно золото, одно серебро и одну бронзу. Помимо него, ещё четыре спортсмена завоевали две медали: Йохан Грёттумсбротен и Ивар Баллангруд из Норвегии, Клас Тунберг из Финляндии и Дженнисон Хитон из Соединенных Штатов. И Грёттумсбротен, и Тунберг завоевали несколько медалей также и на предыдущих зимних Олимпийских играх в Шамони.

## Бобслей
| Дисциплина        | Золото                                                                            | Серебро                                                                             | Бронза                                                                                 |
| Мужчины: четвёрки | США II · Билли Фиске · Клиффорд Грей · Джеффри Мейсон · Ричард Парк · Найон Токер | США I · Томас Доу · Дэвид Грейнджер · Дженнисон Хитон · Лайман Хайн · Джей О’Брайен | Германия II · Ханс Хес · Себастьян Хубер · Ханс Килиан · Валентин Кремпль · Ханс Негль |

## Конькобежный спорт
| Дистанция | Золото                     | Серебро        | Бронза                                 |
| --------- | -------------------------- | -------------- | -------------------------------------- |
| 500 м     | Клас Тунберг Бернт Эвенсен | —              | Джон Фаррел Роальд Ларсен Яакко Фриман |
| 1500 м    | Клас Тунберг               | Бернт Эвенсен  | Ивар Баллангруд                        |
| 5000 м    | Ивар Баллангруд            | Юлиус Скутнабб | Бернт Эвенсен                          |

## Лыжное двоеборье
| Дисциплина       | Золото                        | Серебро                   | Бронза                |
| Лыжное двоеборье | Йохан Грёттумсбротен Норвегия | Ханс Виньяренген Норвегия | Йон Снерсруд Норвегия |

## Лыжные гонки
| Дисциплина     | Золото                        | Серебро              | Бронза                   |
| Мужчины: 18 км | Йохан Грёттумсбротен Норвегия | Оле Хегге Норвегия   | Рейдар Эдегор Норвегия   |
| Мужчины: 50 км | Пер-Эрик Хедлунд Швеция       | Густав Юнссон Швеция | Вольгер Андерссон Швеция |

## Прыжки на лыжах с трамплина
| Дисциплина         | Золото                 | Серебро               | Бронза                       |
| Прыжки с трамплина | Альф Андерсен Норвегия | Сигмунд Рууд Норвегия | Рудольф Буркерт Чехословакия |

## Скелетон
| Дисциплина | Золото              | Серебро        | Бронза                       |
| Скелетон   | Дженнисон Хитон США | Джон Хитон США | Дэвид Карнеги Великобритания |

## Фигурное катание
| Дисциплина                         | Золото                            | Серебро                             | Бронза                                  |
| Мужское одиночное фигурное катание | Гиллис Графстрём Швеция           | Вилли Бёкль Австрия                 | Роберт ван Зебрёк Бельгия               |
| Женское одиночное фигурное катание | Соня Хени Норвегия                | Фрици Бюргер Австрия                | Беатрикс Логран США                     |
| Парное фигурное катание            | Франция · Андре Жоли · Пьер Брюне | Австрия · Лилли Шольц · Отто Кайзер | Австрия · Мелитта Брюнер · Людвиг Вреде |

## Хоккей
| Дисциплина      | Золото | Серебро | Бронза |
| Хоккей с шайбой | КанадаНорберт Мюллер · Джозеф Салливан · Роджер Плэкстон · Джон Портер · Росс Тейлор · Франклин Фишер · Гордон Грант · Чарлз Делэхэй · Герберт Плэкстон · Хаг Плэкстон · Фрэнк Салливан · Дэвид Троттье · Луис Хадсон | ШвецияКурт Суксдорф · Нильс Юханссон · Карл Абрахамссон · Генри Юханссон · Эмиль Бергман · Эрнст Карлберг · Эрик Ларссон · Бертил Линде · Вильгельм Петерсен · Биргер Хольмквист · Зигфрид Эберг · Густав Юханссон · Джонни Юханссон | ШвейцарияАрнольд Мартиньони · Шарль Фазель · Мецци Андреосси · Альберт Джеромини · Фриц Краатц · Люциус Рюди · Джаннин Андреосси · Роберт Брейтер · Луи Дюфур · Генрих Менг · Антон Морозани · Биби Торриани |

## Лидеры по медалям
На зимних играх в Санкт-Морице 5 спортсменам удалось завоевать более одной медали. Лидерами по количеству медалей высшей пробы стали норвежский лыжник и двоеборец Йохан Грёттумсбротен и финский конькобежец Клас Тунберг. Оба спортсмена завоевали по две золотые медали.
В таблице ниже представлены спортсмены, завоевавшие более одной медали.
| Спортсмен            | Страна    | Дисциплина                      | Золото | Серебро | Бронза | Всего |
| -------------------- | --------- | ------------------------------- | ------ | ------- | ------ | ----- |
| Йохан Грёттумсбротен | Норвегия  | Лыжные гонки и лыжное двоеборье | 2      | 0       | 0      | 2     |
| Клас Тунберг         | Финляндия | Конькобежный спорт              | 2      | 0       | 0      | 2     |
| Бернт Эвенсен        | Норвегия  | Конькобежный спорт              | 1      | 1       | 1      | 3     |
| Дженнисон Хитон      | США       | Скелетон и бобслей              | 1      | 1       | 0      | 2     |
| Ивар Баллангруд      | Норвегия  | Конькобежный спорт              | 1      | 0       | 1      | 2     |